# Cloudesley Shovell
O almirante Sir Cloudesley Shovell (novembro de 1650 – 22 ou 23 de Outubro de 1707), foi um oficial naval Inglês. Atingiu o mais alto cargo da Marinha Real Britânica (Admiral of the fleet), e tornou-se um herói britânico popular, após inúmeras batalhas desde o final do século XVII e início do século XVIII. Sua célebre carreira chegou ao fim após o Desastre das Ilhas Scilly de 1707. Foi deputado do parlamento de Rochester de 1695 a 1701 e de 1705 até sua morte. Foi sepultado na abadia de Westminster.

## Biografias
- Simon Harris - Senhor Cloudesley Shovell: Almirante De Stuart (2001) ISBN 1862270996

## Na Mídia
- No livro Príncipe Caspian, a personagem Clodsley Shovel foi assim nomeada pelo autor C. S. Lewis em sua homenagem.[2]
- o power trio inglês Admiral Sir Cloudesley Shovell foi assim batizada em sua homenagem.[3]